# Defensive back
O Defensive back (DBs) é uma posição do futebol americano dos Estados Unidos e do Canadá que atua na defesa e se posiciona bem atrás da linha de scrimmage; eles são diferentes dos jogadores que atuam na linha defensiva ou dos linebackers, que jogam perto da linha de scrimmage.
Os defensive backs são divididos em várias posições especializadas:
- Safety
- Cornerback, que inclui o
  - nickel back, o quinto defensive back em campo em alguns cenários defensivos
  - dime back, o sexto defensive back em campo em alguns cenários defensivos
  - Um sétimo defensive back é extremamente raro, visto apenas em poucos cenários defensivos
    - Conhecido como dollar back ou como quarter back (não confundir com o jogador que atua no ataque, o Quarterback)

Os defensive backs atuam na secundária. Eles são responsáveis por cobrir os wide receivers, contudo, às vezes, se posicionar para cobrir o tight end ou atacar a linha de scrimmage e tentar marcar o running back. Eles normalmetne são os menores e mais rápidos jogadores em campo.